# SN 2004ga
SN 2004ga – supernowa typu II odkryta 11 września 2004 roku w galaktyce A055811-7137. W momencie odkrycia miała maksymalną jasność 19,70m.